# 高尔基体
高尔基体（英語：Golgi apparatus, Golgi complex, Golgi body, Golgi）是真核细胞中的一种胞器。屬於細胞的一組单层膜，專門收集並包裹各種物質，例如酶和激素。這些膜形成像一堆平板的扁囊，部份扁囊常常脫離並移向質膜，一旦與質膜接合，便將其中內含物排出細胞。

大多数真核细胞生物（包括植物、动物和真菌）均有高尔基体。
高尔基体是1898年被意大利解剖学家卡米洛·高基（Camillo Golgi）发现的，并以他的名字命名。高尔基体的主要功能在于处理细胞膜、溶酶体、内体和内质网生产的蛋白质，将它们分到不同的小泡中去。因此它是细胞的中心传送系统。
大多数离开内质网的运输小泡首先来到高尔基体，在这里被改变，分开和运送到它们的最终目的地。大多数真核细胞有高尔基体，但是尤其在分泌许多物质（比如蛋白质）的细胞裡它特别突出。比如免疫系统中分泌抗体的浆细胞的高尔基体就特别发达。

## 功能

高基氏體的簡易圖示。

高尔基体的简易图示。

高尔基体多少可以被看作是细胞的中转站。进出细胞的脂类、蛋白质等在这裡被检查和处理：来自内质网的囊泡与高尔基体顺面（英語：cis Golgi network）融合並将其内容物倾入高尔基体腔。在运向高尔基体反面（英語：trans Golgi network）的过程中这些蛋白质被修饰，这些加工包括糖基化或磷酸化。各类蛋白质会被就其目的地而被标上不同的分子。比如要运送到溶酶体裡去的蛋白质被标上葡萄糖-6-磷酸。被处理后的蛋白质到达高尔基体的反面后就再被装在运输小泡裡运到它们最终目的地。小泡的形状由装运的蛋白质和其标签分子决定。
高尔基体功能的一个例子是对细胞膜上的糖蛋白的加工。从内质网运来得是简单的糖化蛋白质。在高尔基体内这些分子上添加或者削减碳氢支链，造成众多不同的带有碳氢结构的蛋白质。离开高尔基体后它们被囊泡送到细胞膜，与细胞膜融合进入细胞膜。
高尔基体在细胞中脂质的运输以及在溶酶体、植物细胞壁形成的过程中也起重要作用。高尔基体是真核细胞中的一种细胞器。 属于细胞的一组膜，专门收集并包裹各种物质，例如酶和激素。 这些膜形成像一堆平板的扁囊，部分扁囊常常脱离并移向质膜，一旦与质膜接合，便将其中内含物排出细胞。

## 运输

從內質網（橙色）的分泌過程示意圖，高基氏體（粉紅色）。
1. 核膜；
2. 核孔；
3. 粗糙內質網（RER）；
4. 平滑內質網（SER）；
5. 核糖體附著到RER；
6. 大分子；
7. 運輸囊泡；
8. 高基氏體，分為以下兩面；
9. 順面（cis face）；
10. 反面（trans face）；
11. 高基氏體囊泡。

蛋白质在高尔基体内的运输机制至今仍不明确。有人认为高尔基体顺面不断形成新的囊泡，而反面则囊泡不断消融，这样蛋白质被装在囊泡裡从顺面运到反面。也有人认为高尔基体内的运输分子运输蛋白质，而高尔基体的囊泡本身不变。也有人认为高尔基体的囊泡之间是通的，蛋白质靠自由扩散从顺面传到反面，但是这种说法无法解释高尔基体内常驻的蛋白质为什么不扩散。